# الوجود المطلق

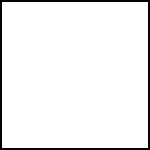

المطلق هو مفهوم الواقع غير المشروط الذي يتجاوز الوجود المحدود والمشروط في كل يوم. ويستخدم أحيانًا على أنه مصطلح بديل لـ "الله" أو الإله"  وعلى وجه التحديد ممن يشعرون أن مصطلح "الله" يفسح المجال بسهولة جدًا للافتراضات التجسيمية. قد يتضمن مفهوم المطلق أو لا يتضمن (بناءً على مذهب معين) الإرادة المنفصلة أو الذكاء أو الإدراك أو الطابع الشخصي. ويتصور في بعض الأحيان على أنه المصدر الذي من خلاله تنبثق جميع الكائنات. ويتناقض المطلق مع الأشياء المتناهية، التي يتم النظر إليها بشكل فردي، والمعروفة بشكل جماعي باسم النسبية. وينعكس هذا في مصدرها اللاتيني absolūtus الذي يعني "خففت من" أو "غير مرتبط"، كما يعني الوجود المتجاوز للمكان والزمان، والتام الحر من كل القيود.

## المطلق في الفلسفة
اهتم هيراكليتس (Heraclitus) بالجزء المعرفي لمفهوم المطلق مع شعارات خاصة به. ومن وجهة نظر أفلاطون فيلسوف الأفلاطونية المحدثة أن جميع أشكال الوجود منبثقة من «الواحد». وهذا «الواحد» عند أفلاطون عبارة عن قوة نقل الإحساسية أو القوة. وتم تقديم مفهوم المطلق ثانية في الفلسفة على يد هيغل (Hegel) وشيلينج (Schelling) وأتباعهم، ويرتبط ذلك مع الأشكال المختلفة لـالمثالية الفلسفية. كذلك، فإن المطلق، إما بهذا الاسم، أو باسم «أرض الكائنات»، أو مفهوم مماثل بعض الشيء، يوضح العديد من براهين وجود الله، ولا سيما حجة الوجودية وحجة الكونية. وفي الفلسفة الدراسية، كان يتم النظر إلى المطلق على أنه الكمال لله، أي النقاء مع الاحتمالية المتبقية.
وقد تم تبني هذا المفهوم في المثالية البريطانية الهيغلونية الجديدة (على الرغم من أنه دون تعقيد هيغلي المنطقي والحالات الجدلية حيث تلقى عرضًا غامضًا على أيدي برادلي. وكان برادلي (وتبعه في ذلك آخرون بما فيهم تيموثي سبريدج) يرى المطلق على أنه تجربة شاملة واحدة، على غرار |شنكرا (Shankara) وفيدانتا أدفياتا (Shankara). وبالمثل، يعد تصور يوشيا رويس (Josiah Royce) في الولايات المتحدة عن المطلق على أنه العليم الوحدوي وتشكل الخبرة ما نعرفه بالعالم «الخارجي».
وقد ساوى عالم الرياضيات جورج كانتور (Georg Cantor) بين المفهوم الرياضي لـ اللانهائي المطلق مع الله.
ومع ذلك، فإن مفهوم المطلق ليس في حاجة لتطبيق الإدراك الوحدوي العالمي. على سبيل المثال، جاء تصور الفيلسوف الأمريكي براند بلانشارد (Brand Blanshard) على أن المطلق نظام معقول شامل فردي لكنه امتنع عن تمييزه من حيث الوعي أو الخبرة.
ويعرف المطلق في الفلسفة الشرقية على أنه بارابراهمان وفلسفة أوكولت تعرف على أنها الظلام أو الفراغ الأبدي. ووفقًا لـ تايمني (I. K. Taimni)، يحتوي كل من الفيدا والأوبنشاد على تلميحات غير مباشرة إلى الحقيقة المطلقة للمبدأ المجهول. يصف تايمني بارابراهمان على أنه المجهول بالنسبة للعقل البشري ولا يمكن تصوره ولكنه أعلى من كائن التحقيق وكائن أعمق من الفكر الفلسفي.

## وصلات خارجية
- "The Absolute". الموسوعة الكاثوليكية. نيويورك: شركة روبرت أبيلتون. 1913.